# 繭子ひとり
『繭子ひとり』（まゆこひとり）は、三浦哲郎の日本の小説。1963年に東奥日報に連載された後、1965年に新潮社より刊行された。
1966年と1971年の2度テレビドラマ化されている。

## 書籍情報
- 繭子ひとり（1965年、新潮社）
- 繭子ひとり 上（1972年、新潮社）
- 繭子ひとり 下（1972年、新潮社）

テレビドラマ化を受けて再販された。設定が新聞連載された昭和38年から昭和46年に変更されており、他にも推敲がされている。
- 繭子ひとり（上）（2009年5月1日配信、新潮社、電子書籍）
- 繭子ひとり（下）（2009年5月1日配信、新潮社、電子書籍）

## テレビドラマ（1966年版）
1966年8月11日から9月1日までNETテレビ系列の「ナショナルゴールデン劇場」で放送。全4話。
出演は藤純子、松山英太郎、吉田日出子、杉浦直樹。

## テレビドラマ（1971年版）
1971年4月5日から1972年4月1日まで放送されたNHK「連続テレビ小説」の第11作。全310回。
ヒロイン・繭子が生活の中で「幸せ」を求めて生きていく様子を、ドラマチックに描いた。物語の舞台は、青森県・三戸町と八戸市、東京、宮城県・鳴子温泉、広島、石川県・能登半島などさまざまで、視聴者の望郷心をくすぐり、当時お茶の間に話題を投げかけた。
放送期間平均視聴率は『おしん』に次ぐ47.4%、最高視聴率は55.2%であった（ビデオリサーチ調べ、関東地区・世帯）。

### あらすじ（1971年版）
西に十和田湖、そして八甲田山をのぞむ青森県の三戸町。農業を営む父・加野謙吉の一人娘として生まれた繭子は、21歳の春を迎えた。繭子は毎晩夢を見た。母の夢である。繭子の母・三輪子は16年前、弟・克彦だけを連れて突然三戸から姿を消した。
以来繭子は、母方のおじの久作の家に引き取られて育った。繭子は父をふしぎに覚えていなかった。母はなぜ自分を捨てて消息を絶ったのだろうか。繭子の疑問は年々切実になって、その理由を知りたいという願いにかられていた。しかし久作に八戸の高校まで出してもらった繭子は、そんな願いにばかりひたってはいられなかった。リンゴ園を営むおじ一家にとって、いまでは繭子も大事な働き手の一人だった。久作とおばの定枝は好人物だったが、ひとり娘の美子が年ごろになれば、そこは買う着物一枚にも繭子とは違ってくるのは当然のことだった。そんなとき、繭子をなぐさめてくれるのは祖母・のぶだった。
そのころ、繭子に縁談が進んでいた。相手は八戸の青果問屋の次男坊・海江田恵吾でおじ一家にとっては仕事の関係もあり、願ってもない話だった。しかし繭子はなぜか気乗りがしなかった。高校時代の親友・中谷豊子は、人づてに聞いた恵吾の素行を心配し、この縁談に反対した。2月も半ば、八戸に古くから伝わる豊年祈願のえんぶり祭の当日、繭子は海江田家に招かれた。そこで恵吾の両親が母についてもらした不義ということばに繭子はショックを受ける。
これまで繭子が母について祖母から聞いていた話では、父が出稼ぎに行ったまま帰らず、母は父をやっと探したが父に帰ってくる気持ちのないことを知ると、母は世間体もあって東京に働きに出ていつのまにか消息を絶ってしまった、ということだった。それまで母を信じてきた繭子は、どうしても母の家出の真相を知りたいと思った。
海江田家から帰った繭子は母のことを祖母にただすが祖母はあまり話してくれず、そのことはもう忘れた方がいいという。繭子は豊子と相談して、小学校時代の恩師の大西先生に聞いてみることにした。そのころ、リンゴの出荷期を迎え、繭子は仕事に追われる日が続いた。仕事が一段落したある日、繭子はひとりで祖母の里方である陸中八木をたずねた。そこで、繭子は母のことを知っているという網元の船頭・内堀徳二郎から母は不義をしていないという話を聞き、ほっとするのだった。
その帰り道、繭子は大西先生を小学校に訪ねた。大西先生は初め口を閉ざしていたが繭子の真剣さに押され、数年前まで繭子の母と親しくしていたという八戸の料亭のおかみ・浅川千代を紹介する。さっそくたずねた繭子は千代から、数年前千葉県の銚子で芸者仲間だったと聞いて驚く。不義の汚名がはれてほっとした繭子だったが、また別に母に対する不安と不信がつのるのだった。しかもそこで繭子は千代から思いがけない話を聞く。繭子の父親がいま宮城県の鳴子町でこけし作りをして暮らしているという。いままで母のことばかり考え、父のことなど思ってみなかった繭子は冷水を浴びたような気持ちで啞然とした。
養育された三戸町のおじ夫婦の元を離れ、母と弟を捜すために上京する。しかし捜し当てた母はすでに再婚し、裕福に暮らしていた。
その後雑誌社の女性記者となった繭子は、郷里の三戸町に取材に出かけたり2人の青年との恋に悩んだあげく、伊豆で知り合ったサボテン栽培の青年に心惹かれていく。

### キャスト
加野繭子
演 - 山口果林
ヒロイン
加野三輪子
演 - 草笛光子
繭子の母。
加野謙吉
演 - 江戸家猫八
繭子の父。
加野のぶ
演 - 北林谷栄
繭子の祖母。繭子の母の家出の理由を1番よく知っているが多くを語らず、繭子にもう母のことは忘れたほうがいいと諭す。おじの家で育った不憫な繭子の話し相手になり、繭子の成長を温かく見守っている。
加野克彦
演 - 石橋正次
繭子の弟。
久作
演 - 多々良純
繭子のおじで、三戸でリンゴ園を営んでいる。繭子の両親が消息を絶ってから、幼い繭子を引き取って今日まで育てた。気持ちの優しい人間で、繭子を実の子のようにかわいがってきたが、繭子の縁談では苦労する。
定枝
演 - 市川寿美礼
久作の妻で、繭子のおば。気は強いが、根は善人で明るい性格の女。一時は、もう一人跡取りの子供を望んだが、繭子が来たので諦める。年老いた姑によく仕え、夫とともにリンゴ園で懸命に働いている。
美子
演 - 四方正美
久作の一人娘。繭子とは従姉妹だが、生まれたときから姉妹のように育てられてきたため、繭子のことを実の姉のように慕っている。性格は母親似で明るく、天真爛漫な娘。八戸の高校に通う現代っ子。
海江田恵吾
演 - 山田吾一
八戸の青果問屋の次男坊。東京の大学を出て八戸の会社に勤めているが、女性関係も多く収入もほとんど小遣いにしている。繭子と見合いをしてから彼女に夢中になるが、結局繭子の心をとらえることはできなかった。
中谷豊子
演 - 青柳三枝子
繭子の高校時代の同級生で、無二の親友。国鉄職員と結婚して一児をもうけ、幸せな家庭を築いている。いつも繭子のことを気にかけ、力になる存在。繭子の東京行きにも手助けをし、その後も絶えず連絡を取り合う。
大西先生
演 - 宮城まり子
繭子の小学校時代の恩師で、現在は八戸の小学校に勤務。生徒の家庭訪問で浅川千代と知り合い、繭子の母の消息を聞く。繭子が母のことで相談に来た時、いろいろ迷うが繭子の熱意に押され千代を紹介する。
長内冬子
演 - 磯村みどり
長沢先生
演 - 杉良太郎
大西先生の同僚教師。独身で校内に寄宿しながら自炊生活をしている。素朴で明るい正義感に満ちた好青年。大西先生を通じて知った繭子に、素直に生きるように諭す。繭子が初めて心を動かした男性。
浅川千代
演 - 冨士眞奈美
八戸の料亭のおかみで、さっぱりとした気立てのいい女。数年前、東京の近くで繭子の母と芸者仲間で親しくしていた。大西先生の紹介でたずねてきた繭子と知り合い、以来繭子に同情し、相談相手になって繭子を力づける。
田口ケイ
演 - 黒柳徹子
家政婦。
田口洋平
演 - 藤江喜幸
ケイの息子。
北川隆史
演 - 露口茂
編集長。1972年3月11日の放送で死亡の設定。
内堀徳二郎
演 - 田崎潤
加世
演 - 朝丘雪路
柿沼志郎
演 - 佐々木剛
伸治
演 - 下條アトム
大竹政江
演 - 三崎千恵子
家政婦協会会長。
稲木兵衛
演 - 北村和夫
浜岡則子
演 - 坂本スミ子
稲木珠美
演 - 鳥居恵子
青木啓吉
演 - 目黒祐樹
その他
演 - 牧よし子（くめ）、林寛子、矢田稔、吉田日出子、菊容子、石井均、阿部寿美子、日下武史、花ノ本以知子、藤江リカ、小野川公三郎、坂本真理、近松麗江、冷泉公裕、江口ふじ子、村田正雄、四方晴美

### スタッフ
- 脚本 - 高橋玄洋
- 音楽 - 柳沢剛
- イメージソング - 「繭子ひとりのテーマ」（作詞 - 高橋玄洋、作曲 - 柳沢剛、編曲 - 高見弘、歌 - 島崎みどり）
- 語り - 石坂浩二
- 演出 - 松井常男

### エピソード
- スタジオ収録に先立ち、1971年1月下旬に最初の2か月分の舞台となった青森県の三戸町を中心に八戸市、宮城県の鳴子温泉などでロケーションが行われた。三戸町では町をあげての歓迎で、八戸名物のえんぶりの撮影には、300人の踊り手がエキストラとして出演し、見物が5000人押しかけた。また八戸港のロケには原作の三浦哲郎が訪れた。
- タイトルバックは山口操助作のもので、1週間ごとに変わった。好評であったため販売もされた[7]。
- 下宿のおばさん・おケイさん役の黒柳徹子の、東北なまりと特徴的な老けメイクでの演技が話題を呼んだ。黒柳は少女時代を疎開で三戸の隣町・諏訪ノ平で過ごしていた。しかし、黒柳は、当時の芸能人としては異例となるアメリカ留学（芸能界から遠ざかること）をするため、途中で降板。12月2日の放送で、「おケイさんは家政婦の仕事でニューヨークに渡る」という設定を取り入れ、羽田空港から旅立った。後には、「おケイさんから久しぶりにフィルムの便りが届いた」との設定で、黒柳が大きなめがねをつけたおケイさんスタイルでニューヨーク5番街を散策するフィルムが放送された。このエピソードは黒柳の自伝を描いたドラマ『トットてれび』でも再現されており、黒柳役の満島ひかりがおケイさん役を演じている。
- 露口茂演じる北川編集長は職場で倒れ死ぬ設定の役であったが、男の優しさと悲しさを併せ持った魅力的な男性像が絶大な人気を博し、主婦層ばかりか同年配の男性支持が非常に高かった。視聴者からの延命嘆願がNHKに多数寄せられたばかりか、助命嘆願の男性ファンがNHKに直接押しかけてスタッフを驚かせた[8][9]。部下をはじめ北川編集長を慕う人たちが集まる臨終シーンでは、減食や無精ひげで役作りにひと工夫、涙のシーンの迫力を増し、NHK朝のドラマ久々のクリーンヒットと言われた[10]。
- 1972年2月28日の再放送は、あさま山荘事件関連の報道特別番組により休止された[注釈 1]。
- 主役のオーディションは150人の女優が参加して行われ、山口果林が選ばれた。山口はカメラテストの際に東北弁を出したことも評価された[11]。
- 本作が大変な人気を博したことを記念し、主人公の出身地・青森県三戸町の城山公園に繭子像が立っている。

### 映像の現存状況
本作のスチル写真は現存するものの、本編の映像を収録した全話のマスターテープは当時の放送用ビデオテープが高価で他の番組制作に使い回されたために、まったく映像が残っていない「幻の朝ドラ」といわれたが、2015年に本作の出演者のひとりである杉良太郎が所有していたUマチックテープがNHKに提供され、第125回（1971年8月27日放送分）の一部が発掘された。また2017年には、『男は度胸』が録画されたベータテープの消え残り部分から第24回の後半2分が保存されていることが確認されている。